# Google Public Data Explorer
Google Public Data Explorer надає загальнодоступні дані і прогнози від цілого ряду міжнародних організацій і наукових установ, таких як Світовий банк, ОЕСР, Євростат та Університет Денвера. Вони можуть відображатися у вигляді лінійних графіків, гістограм, поперечних перерізів ділянок або на мапах. Продукт був запущено 8 березня 2010 року як експериментальний інструмент візуалізації в Google Labs.
У 2011 році Public Data Explorer став загальнодоступним для завантаження, обміну та візуалізації наборів даних. Щоб полегшити цей процес, Google створив новий формат передачі даних, Dataset Publishing Language (DSPL). Після імпорту набір даних можна візуалізувати, вбудовувати в зовнішні вебсайти, а також ділитися з іншими, як у Google Docs.
У 2016 році цей набір інструментів був розширений за допомогою Google Analytics Suite [Архівовано 9 жовтня 2016 у Wayback Machine.], зокрема, Data Studio 360 [Архівовано 15 жовтня 2016 у Wayback Machine.], випуск якого було розширено до публічної бети-версії в травні 2016 року [Архівовано 13 травня 2017 у Wayback Machine.], що дозволило імпорт публічних або індивідуальних наборів даних і додало зручні (такі, що не потребують написання коду) інструменти візуалізації даних.

## Публікації
- Eurostat data as open data: experience with Google and with the open data community [Архівовано 1 серпня 2014 у Wayback Machine.] by Chris Laevaert, Травень 2012
- Enhancing Data Discovery and Exploration [Архівовано 16 лютого 2017 у Wayback Machine.] by Jürgen Schwärzler, Березень 2011
- Using the Google Public Data Explorer as a Learning Tool in the University Geography Classroom [Архівовано 8 грудня 2015 у Wayback Machine.] by Thomas Pingel and Devin Moeller, Жовтень 2014

## Конвертація SDMX
SDMX конвертер — це додаток з відкритим вихідним кодом, який надає можливість конвертувати DSPL (Google Dataset Publishing Language) повідомлення в SDMX-ML і в зворотному напрямку. Вихідний файл набору даних DSPL є zip-файлом, що містить данні (CSV файли) і метадані (XML файл). Набори даних в цьому форматі можуть бути оброблені за допомогою Google і візуалізується в Google Public Data Explorer.